# Преображенский собор (Белгород)
Преображе́нский собо́р — православный храм в Белгороде, кафедральный собор Белгородской митрополии и епархии Русской православной церкви.

## История
Преображенский храм был построен в 1807—1813 годах по проекту харьковского архитектора Евгения Васильева на деньги прихожан на месте обветшавшего деревянного храма.
В 1923 году, после закрытия старинного Троицкого собора, Преображенский храм получил статус кафедрального собора. В 1930-х годах храм был закрыт.
Богослужения в нем возобновились в марте 1942 года, во время фашистской оккупации Белгорода. После освобождения города горисполком оформил документы о передаче Преображенского собора церковной общине «в бессрочное и бесплатное пользование».
В 1962 году Преображенский собор был вновь закрыт, а здание передано краеведческому музею. Но музей в этом здании был открыт только в 1973 году после окончания ремонта и перепланировки.
В сентябре 1990 года началась поэтапное возвращение собора Русской православной церкви. 17 сентября 1991 года в Преображенский собор при участии патриарха Московского и всея Руси Алексия II были торжественно перенесены мощи святителя Иоасафа. Мощи находятся в соборе 11 месяцев в году, с 16 сентября (день второго обретения мощей) по 19 августа (Преображение Господне). С 19 августа по 16 сентября мощи находятся в Иоасафовском соборе Белгорода.
Внутреннее убранство Преображенского собора, выполненное в духе «новорусского благолепия» на рубеже XX—XXI веков, находится в противоречии с архитектурой храма — памятника провинциального русского классицизма.